# Proclossiana fasciata
Proclossiana fasciata är en fjärilsart som beskrevs av Curt Eisner 1942. Proclossiana fasciata ingår i släktet Proclossiana och familjen praktfjärilar. Inga underarter finns listade i Catalogue of Life.